# Quận Sullivan, Pennsylvania
Quận Sullivan là một quận trong tiểu bang Pennsylvania, Hoa Kỳ. Quận lỵ đóng ở , Pennsylvania6. Theo điều tra dân số năm 2000 của Cục điều tra dân số Hoa Kỳ, quận có dân số 6428 người.2

## Địa lý
Theo Cục điều tra dân số Hoa Kỳ, quận có diện tích 1171 km², trong đó có 5 km2 là diện tích mặt nước.